# کرولین کایزر
کرولین اشلی کایزر (انگلیسی: Carolyn Ashley Kizer؛ ۱۰ دسامبر ۱۹۲۵ – ۹ اکتبر ۲۰۱۴) یک شاعر، و پدیدآور اهل ایالات متحده آمریکا و برنده جایزه پولیتزر برای شعر در سال ۱۹۸۵ بود.

## زندگی‌نامه
کایزر در شعرهایش با لحنی هجوآمیز بیشتر به مسائل سیاسی روز می‌پرداخت. کارهای این شاعر به خاطر رویکرد عمیق روشنفکرانه، صنعت قوی، ریتم موزون و غیراحساسی بودن در عین گرمابخشی، شهرت دارد. او جایزه پولیتزر سال ۱۹۸۵ را برای مجموعه شعر «یین» خود به دست آورد و در طول عمرش کمتر از ۱۲ کتاب منتشر کرد. کیزر را گاهی شاعر عشق و از دست دادن می‌خوانند که سروده‌هایش به‌گونه‌ای بازتاب زندگی خود اوست. «کرولین کایزر»
پس از درگیری با بیماری زوال عقل در سن ۸۹ سالگی درگذشت.